# Midnight Club: Street Racing
Midnight Club: Street Racing (с англ. — «Полночный клуб: Уличные гонки») — видеоигра в жанре аркадных автогонок, разработанная Angel Studios и изданная компаниями Rockstar Games и Syscom в 2000 году. Является первой частью серии Midnight Club, а также одной из первых игр, разработанных для приставки PlayStation 2. В 2001 году была выпущена созданная студией Rebellion Developments версия Midnight Club: Street Racing для портативной игровой системы Game Boy Advance. В марте 2013 года аркада была издана для консоли PlayStation 3 в PlayStation Network.
В игре представлены уличные гонки по двум городам — Нью-Йорку и Лондону, воссозданных похожими на своих реальных аналогов. На выбор доступны режимы аркады и карьеры, в которых можно настраивать гонки и побеждать в соревнованиях, открывая новые состязания и машины. Всего присутствуют четыре типа гонок в одиночном или многопользовательском вариантах: «Cruise», «Head to Head», «Waypoint» и «Capture the Flag». По сюжету водитель такси узнаёт о команде гонщиков «Midnight Club», и участвует с ними в уличных заездах с целью получения титула лучшего гонщика.
В ходе создания игры разработчики решили использовать реально существующие города и набирающую в то время популярность тематику уличных гонок. Midnight Club: Street Racing получила в основном положительные отзывы от игровой прессы. Обозреватели высоко оценили большие города и многопользовательский режим, но критиковали уровень сложности и сюжет. Портированная версия игры для Game Boy Advance получила негативные оценки журналистов по причине упрощённого геймплея и управления. В 2003 году был выпущен сиквел — Midnight Club II.

## Игровой процесс

Гонка в режиме «Waypoint» по Лондону на автомобиле Ascent 470ds. Midnight Club: Street Racing является одной из первых игр, в которой была использована тематика уличных гонок

Midnight Club: Street Racing представляет собой гоночную аркаду, выполненную в трёхмерной графике. Игроку предоставлены два города — Нью-Йорк и Лондон. По дорогам разъезжают машины, а по тротуарам идут пешеходы, которых можно сбить. Игрок может выбрать один из доступных автомобилей, большинство из которых можно перекрасить, и у каждого из которых есть три модификации; автомобили и модификации каждого из них отличаются между собой техническими характеристиками, например максимальной скоростью, приводом и количеством впрыска системы закиси азота. При столкновениях машины получают повреждения; при максимальном заполнении индикатора повреждений автомобиль останавливается и через несколько секунд восстанавливает своё первоначальное состояние. Игра делится на два основных режима: «Аркада» (англ. Arcade) и «Карьера» (англ. Career).
В режиме «Аркада» игрок может выбрать один из четырёх типов гонок: «Cruise», «Head to Head», «Waypoint» и «Capture the Flag». Каждый из них доступен как в одиночном, так и в многопользовательском варианте для двух игроков с технологией разделённого экрана. По окончании каждой гонки есть возможность просмотреть её повтор. Если во время гонки автомобиль игрока полностью разобьётся, это ведёт к поражению. Во время заездов, если нарушать правила дорожного движения, то за игроком также может погнаться полиция, следящая за порядком. В «Cruise» игрок свободно разъезжает по одному из двух городов, соперники и полиция отсутствуют. Есть возможность изменить время суток (ночь, рассвет, сумерки, полночь) и погоду (ясно, облачно, туман, дождь), выбрать автомобиль, настроить интенсивность дорожного движения и пешеходов. В «Head to Head» игрок соревнуется с другим гонщиком один на один; побеждает тот, кто проедет все контрольные точки в определённом порядке и первым приедет к финишу. В «Waypoint» принимают участие от четырёх до шести участников; побеждает тот, кто первый проедет через все контрольные точки, вне зависимости от порядка. В «Capture the Flag» в городе находится флаг, который участники должны подобрать и перевезти к контрольной точке, после чего появляются новые флаг и контрольная точка; но если во время перевозки флага другой участник прикоснётся к тому, кто везёт флаг, то флаг переходит к прикоснувшемуся; побеждает тот, кто перевёз больше всего флагов. Кроме того, в игре также присутствуют одиночные заезды без соперников, в которых нужно проехать все контрольные точки за ограниченное время, избегая полиции посреди интенсивного преследования.
В режиме «Карьера» по городу разъезжают гонщики, каждого из которых можно вызвать на соревнование. Для этого нужно ехать поблизости с одним из них в определённое место, где начинается состязание типа «Waypoint». Если игрок победит в соревновании, то получит номер телефона соперника: если ему позвонить, то против него начинается гонка типа «Head to Head», победив в которой игрок получает в качестве награды автомобиль соперника. После этого соперник будет ездить уже на усовершенствованной модификации своего автомобиля, для выигрыша которой нужно проделать те же действия, участвуя в гонках типов «Waypoint» и «Head to Head». Новые автомобили также открываются в случае нахождения в городе бонусных маркеров, расположенных в скрытых, труднодоступных местах. После побед над как минимум двумя гонщиками в заездах типа «Waypoint» в городе появляется местный чемпион, бросив вызов которому надо победить его в гонке такого же типа. Победив чемпиона, игрок награждается трофеем лучшего гонщика города.

## Сюжет
По улицам городов мира разъезжали гонщики из команды «Midnight Club», владеющие самыми быстрыми и совершенными автомобилями. Водитель нью-йоркского такси узнал о команде и решил выбиться в лидеры среди их представителей.
В Нью-Йорке главный герой бросил вызов трём уличным гонщикам — Эмилио Санчесу (Хуан Эрнандес), Кейко Хатано (Кэй Арита) и Ларри Мюллеру (в роли самого себя). Хотя они поначалу не поверили в способности новичка, последнему удалось их победить и выиграть их автомобили себе в гонках один на один. После победы над ними герой бросил вызов чемпиону уличных гонщиков Нью-Йорка — Кариму Уиндроссу (Тай Джонс). Главный герой победил в гонке, став новым чемпионом уличных гонщиков Нью-Йорка, после чего Карим предложил состязание в Лондоне, будучи уверенным, что там герою уже не удастся его победить.
Прилетев в Лондон, герой вновь посоревновался с Каримом, победил и выиграл его автомобили. После этого главный герой бросил вызов и остальным уличным гонщикам в Лондоне — Лукасу Хауэлу-Джонсу (Доминик Хоксли) и Эмили Мортон (Виктория Арбитр). Герой победил их, после чего бросил вызов и чемпиону уличных гонок Лондона — Даррену Тарроку (Доминик Хоксли). Герою удалось победить и его, став чемпионом уличных гонщиков Лондона, после чего Даррен отдал свой автомобиль в качестве награды и сказал, что сегодня ночью в городе объявился и мировой чемпион. Его до этого никому не удавалось победить, а личность чемпиона оставалась таинственной, поскольку лицо скрыто за гоночным шлемом. Однако, главный герой бросил ему вызов и смог выиграть в гонке, заполучив его автомобиль. После поражения мирового чемпиона он снял шлем, раскрыв главному герою свою личность: им оказалась девушка Аника, чей отец производил концепт-кары в Японии. После этого Аника отправилась домой, а главный герой, в свою очередь, стал мировым чемпионом среди уличных гонщиков команды «Midnight Club».

## Разработка и выход игры

Портированная версия игры для Game Boy Advance, разработанная студией Rebellion Developments, выполнена в двухмерной графике с видом сверху, но имеет аналогичный оригиналу геймплей

Midnight Club: Street Racing разрабатывалась Angel Studios, издателем же выступила компания Rockstar Games. Команда уже имела опыт по созданию гоночных аркад, выпустив Midtown Madness и её продолжение, Midtown Madness 2, для персональных компьютеров. Новый продукт студии создан на доработанном движке Midtown Madness 2 — Angel Game Engine (AGE) — и во многом повторяет её основные черты: 2 реальных города, открытый мир и уличные гонки с полицией. Тем не менее, в Midnight Club: Street Racing отсутствует сетевой режим, однако имеется многопользовательский вариант для двух игроков с технологией разделённого экрана. Кроме того, автомобили в Midnight Club: Street Racing, в отличие от Midtown Madness и Midtown Madness 2, не лицензированы и являются вымышленными моделями (при этом, они имеют детали от таких реальных производителей, как например GReddy и Stillen), вследствие чего в игре реализовали возможность сбивать пешеходов. Персонажи игры используют в своей лексике ругательства и насмешки над игроком, которые, по словам разработчиков, придают виртуальной команде «Midnight Club» характерный для уличных гонщиков грубый стиль. По этим причинам, Midnight Club: Street Racing получила такие возрастные ограничения, как например Teens (13+) в Северной Америке от Entertainment Software Rating Board (ESRB) и 16 от Unterhaltungssoftware Selbstkontrolle (USK) в Германии.
Впервые о разработке игры стало известно 27 января 2000 года. В том же году, 15 февраля, состоялся официальный анонс. 6 сентября был открыт сайт игры. Midnight Club: Street Racing была проработана с технической стороны, и к концу цикла создания разработчики достигли в игре реалистичных эффектов и стабильной кадровой частоты, примерно до 30 кадров в секунду. Помимо этого, Midnight Club: Street Racing включает в себя контент из другой гоночной игры студии — Smuggler’s Run, параллельно с которой велась разработка. 11 октября того же года Rockstar представили информацию о саундтреке игры, который выполнен в жанрах хаус, техно и драм-н-бейс и создан композиторами Эрил Брика, Деррик Мэй, Surgeon и Dom & Roland; такие композиции, по словам разработчиков, «музыкально выражают городскую жизнь уличных гонок». Перед выходом игры Rockstar Games провели конкурс, победители которого получали выполненные в стиле Midnight Club: Street Racing тематические футболку, плакат, саундтрек от Деррика Мэя и Surgeon на компакт-дисках и радар-детектор.
Выпуск Midnight Club: Street Racing состоялся 26 октября 2000 года в Северной Америке, 8 декабря того же года в Европе и 1 марта 2001 года в Японии. Таким образом, игра является одной из первых для приставки PlayStation 2. 18 декабря 2000 года вышел лицензированный лейблом Moving Shadow саундтрек игры от Dom & Roland на двух виниловых пластинках: на первой записаны треки с названием «Imagination» и «Soundwall», а на второй — «Skyliner» и «Original Sin». В ноябре 2001 года в Северной Америке и Европе соответственно компаниями Destination Software и Zoo Digital была издана версия Midnight Club: Street Racing для Game Boy Advance, разработанная студией Rebellion Developments. В отличие от версии для PlayStation 2, в игре используется двухмерная графика с видом сверху, имеются некоторые отличия в интерфейсе, а также отсутствуют многопользовательская игра и режим «Capture the Flag»; сам же игровой процесс остался практически без изменений. В марте 2013 года аркада была портирована на PlayStation 3 и стала доступна в сервисе PlayStation Network в разделе «PS2 Classics».

## Оценки и мнения
| Сводный рейтинг    | Сводный рейтинг | Сводный рейтинг |
| Издание            | Оценка          | Оценка          |
| Издание            | GBA             | PS2             |
| ------------------ | --------------- | --------------- |
| GameRankings       | 48,43 %         | 76,99 %         |
| Game Ratio         | 46 %            | 76 %            |
| Metacritic         | 50/100          | 78/100          |
| MobyRank           | 47/100          | 73/100          |
| Иноязычные издания |                 |                 |
| Издание            | Оценка          | Оценка          |
| Издание            | GBA             | PS2             |
| AllGame            | [ 32 ]          | [ 8 ]           |
| CVG                | 3/10            |                 |
| Edge               |                 | 5/10            |
| Game Informer      |                 | 7,5/10          |
| GamePro            |                 | [ 36 ]          |
| GameRevolution     |                 | B-              |
| GameSpot           |                 | 8,4/10          |
| GamesRadar+        |                 | 5/10            |
| IGN                | 4,5/10          | 8,6/10          |
| Nintendo Power     | 2,9/5           |                 |
| OPM                |                 | 4/5             |
| Play (UK)          | 2/5             |                 |

Игра получила в основном положительные отзывы от критиков. На сайтах Metacritic и GameRankings аркада имеет среднюю оценку 78/100 и 76,99 % соответственно. Журналисты хвалили проработанные города и режимы игры, но к недостаткам отнесли сюжет и уровень сложности. Midnight Club: Street Racing получила награду «Выбор редакции» от издания IGN и была номинирована на получение премии ECTS 2000 в номинации «Лучшая консольная игра» и премий от GameSpot в номинациях «Лучшая гоночная игра» и «Лучшая игра, в которую никто не играл». Игра также снискала коммерческий успех. В 2000 году к рождественским праздникам аркада занимала шестую строчку чарта продаж среди спортивных/гоночных игр на PlayStation 2, а к декабрю 2007 года было продано 1,87 миллионов экземпляров Midnight Club: Street Racing.
Обозреватель из IGN назвал Midnight Club: Street Racing «одной из самых перспективных игр на PlayStation 2», и сравнил с Smuggler’s Run, сделав выбор в пользу первой. Критику понравились большие детализированные города, звуковые эффекты и музыкальное сопровождение, игровой процесс и многопользовательский режим, однако ему хотелось бы видеть поддержку четырёх игроков. Схожее мнение высказал Джефф Герстман из GameSpot, который похвалил графические эффекты, музыку, озвучивание и «живые» города, в итоге охарактеризовав Midnight Club: Street Racing «чрезвычайно весёлой аркадной гонкой». «Предлагаемые варианты геймплея делают игру взрывной, независимо от того, какой режим вы выбираете» — заявил Герстман. В GamePro рецензент под псевдонимом The Freshman похвалил большой открытый мир и процесс получения разнообразных новых автомобилей, но сказал, что сами города получились простыми и скучными, а некоторых соперников трудно победить, что особенно усугубляется необходимостью уклонения от пробок, вследствие чего для победы зачастую необходимо перезапускать гонку снова и снова (по мнению критика, это нередко делает игру больше утомительной, чем весёлой). Пол Андерсон, журналист Game Informer, покритиковал нехватку разнообразия в заездах и транспортных средствах, но похвалил «захватывающую дух» графику и внушительный гоночный аспект. Некоторые критики отнеслись к игре менее позитивно. Так, на сайте AllGame Midnight Club: Street Racing получила оценку в три звезды из пяти возможных. Шоун Сэндерс, представитель сайта Game Revolution, хоть и позитивно отнёсся к большим и проработанным городам, а также весёлому многопользовательскому режиму «Capture the Flag», однако отметил такие минусы, как ужасные текстуры, безошибочное вождение компьютерных соперников, однообразный геймплей (сравнив с предыдущей гоночной аркадой студии, Midtown Madness) и неясную сюжетную составляющую, в итоге назвав Midnight Club: Street Racing «не впечатляющей игрой для старта PS2» и сказал, что «она предлагает менее замечательную гонку, чем Midtown Madness». Схожие проблемы с игровым процессом и сюжетом были упомянуты в изданиях GamesRadar и Edge.
Портированная версия на Game Boy Advance была преимущественно негативно воспринята прессой. На Metacritic и GameRankings средняя оценка составляет 50/100 и 48,43 % соответственно. На игру обрушился шквал критики из-за плохого звука, интерфейса и геймплея. Журналист Computer and Video Games, Ли Скитрел, назвал Midnight Club: Street Racing «одной из самых ленивых игр на GBA», выделив такие минусы, как «мрачные» визуальные эффекты, несбалансированный уровень сложности (в частности, ИИ соперников и запутанную структуру игры), неудобную систему сохранения и отсутствие мультиплеера. Рецензент из IGN был огорчён гоночной игрой на GBA, «которую можно было сделать намного более приятной», и привёл в обзоре такие недостатки, как низкое качество звука, искусственный интеллект соперников и неудобный интерфейс, лучшим же аспектом, который есть в этой версии, назвал графику. В журнале Play, помимо прочего, резко раскритиковали неудобное управление, отметив, что «если вы не останетесь на заданном пути, то гарантированно проиграете в каждой гонке». Обозреватель из AllGame охарактеризовал Midnight Club: Street Racing на GBA следующим образом: «представьте себе медленную, запутанную версию Grand Theft Auto без преступлений и удовольствия». Немного снисходительнее к игре были журналисты Nintendo Power, заявив, что Midnight Club: Street Racing — достойная гонка до тех пор, пока не становится повторяющейся.

### Влияние
Midnight Club: Street Racing породила серию игр Midnight Club, а также стала одной из первых игр про уличные гонки. Издательством Prima Games выпускались книги, где содержалось руководство и дополнительная информация по игре. В 2003 году был выпущен сиквел — Midnight Club II, в котором использованы три города — Лос-Анджелес, Париж и Токио, а также усовершенствован игровой процесс. Гонки по контрольным точкам в реальных городах стали основной отличительной чертой серии.
Схожий тип геймплея, показанный в Midnight Club: Street Racing, был использован в некоторых других гоночных играх, как например Need for Speed: Underground и Need for Speed: Underground 2. В них игрок тоже принимает участие в гонках по городским улицам.